# Lãng phí trong doanh nghiệp
Lãng phí trong doanh nghiệp thường có tám loại lãng phí sau:
- Thời gian chờ đợi giữa các bộ phận
- Nhiều quy trình phức tạp, không cần thiết
- Hàng tồn kho nhiều
- Sản xuất dư thừa
- Việc di chuyển trong công việc không hợp lý
- Việc vận chuyển hàng hóa không hợp lý
- Sản phẩm hư hại, hỏng
- Yếu tố con người

## Thời gian chờ
Thời gian chờ là một trong những lãng phí thường gặp nhất, gần như các doanh nghiệp, công ty nào cũng có. Thời gian chờ thường bị ảnh hưởng do các yếu tố khác (quy trình phức tạp, việc bố trí không hợp lý) và do văn hóa của doanh nghiệp, văn hóa riêng của từng vùng. Cách làm việc chậm chạp, xao nhãng cũng làm lãng phí thời gian.

## Quy trình phức tạp
Một doanh nghiệp không thể nào phát triển tốt nếu có quá nhiều quy trình. Mỗi quy trình đòi hỏi phải được sự cho phép của cấp trên, bản thân mỗi nhân viên gần như không thể tự quyết định được. Hoặc một số thao tác đơn giản cũng cần đòi hỏi các quy trình, thủ tục phức tạp.

## Hàng tồn kho
Hàng tồn kho quá nhiều là một trong những lãng phí nghiêm trọng. Nhưng đây là vấn đề nan giải, vì nếu sản xuất vừa đủ, doanh nghiệp sẽ có thể bị thiếu hụt do sản phẩm hư hại, còn nếu sản xuất dư thừa thì sản phẩm sẽ chiếm diện tích và lãng phí nguồn tài nguyên. Hoặc việc thu mua hàng với số lượng lớn rồi tích trữ lại, nhưng do không nắm bắt được tình hình nên giá cả hàng hóa bị giảm sút, dẫn đến doanh nghiệp bị thua lỗ.

## Sản xuất dư thừa
Đôi lúc các doanh nghiệp không tiên liệu trước được nhu cầu của thị trường, hậu quả là sản xuất quá nhiều, cung vượt cao so với cầu. Hoặc sản xuất không theo kế hoạch định sẵn. Vì mỗi loại sản phẩm có một chu kỳ khác nhau, có những tháng người tiêu dùng tiêu thụ mạnh, và những tháng kém hơn.

## Việc di chuyển trong công việc không hợp lý
Việc bố trí máy móc, chỗ làm việc, chỗ ngồi, vị trí để thiết bị, dụng cụ là những nguyên nhân gây nên lãng phí trong việc di chuyển. Để loại bỏ điều này, chúng ta cần thống kê các loại vật dụng, thiết bị theo mức độ sử dụng: rất thường xuyên sử dụng (đặt ở vị trí gần nhất), ít sử dụng (đặt vị trí xa hơn) và rất hiếm khi sử dụng (cất vào kho hoặc ngăn kéo).

## Vận chuyển không hợp lý
Một số sản phẩm đòi hỏi phải chia ra nhiều nhà máy để làm các bộ phận, việc vận chuyển các bộ phận này đến 1 nhà máy lớn để lắp ráp thành 1 sản phẩm hoàn chỉnh đôi khi gây ra lãng phí. Việc bố trí các nhà máy theo trình tự dòng di chuyển của hàng hóa sẽ hạn chế được điều này. Các bộ phận sẽ được lắp ráp dần cho đến khi sản phẩm đó được di chuyển tới kho lưu trữ hoặc phòng trưng bày, siêu thị...

## Sản phẩm hư hại
Các lỗi trên sản phẩm sau khi sản xuất (thường là những nhà máy sản xuất hàng loạt) là rất nghiêm trọng, nếu khách hàng phát hiện được. Do đó, bản thân mỗi nhân viên, công nhân ở mỗi khâu phải tự kiểm tra mình và kiểm tra người trước đó, để tránh trường hợp là sản phẩm có lỗi mà không ai thông báo lại cho người có trách nhiệm.

## Con người
Con người thường gắn với văn hóa, phong tục của quốc gia đó. Hoặc tiêu chí tuyển chọn nhân viên của các công ty có phần sơ sài, không thanh lọc kỹ càng hoặc không có các chế độ, chính sách đào tạo tốt cho nhân viên.